# Gmina Kobilje
Kobilje – gmina we wschodniej Słowenii. W 2002 roku liczyła 600 mieszkańców.